# Аллендорфер, Карл
Карл Ба́рнетт Аллендо́рфер (в части источников: Аллендёрфер, англ. Carl Barnett Allendoerfer, 4 апреля 1911, Канзас-Сити, Миссури — 24 сентября 1974, Сиэтл, Вашингтон) — американский математик. Труды в области дифференциальной геометрии и топологии, а также методики преподавания математики.
Президент Математической ассоциации Америки (1959—1960) и редактор её ежемесячного журнала. Лауреат премии Математической ассоциации Америки «за выдающиеся заслуги в области математики» (1972). Автор нескольких высоко оценённых учебников по математике, которые использовались в 1950-х и 1960-х годах. Аллендорфер был также автором ряда научно-популярных фильмов на математические темы.

## Биография и научная деятельность
Карл Аллендорфер родился в Канзас-Сити (штат Миссури) в семье крупного банкира. При обучении в колледже показал математические способности и заслужил право на стипендию Родса. Далее он провёл два года (1932—1934) в элитном британском Оксфордском университете, затем вернулся в США. В 1937 году получил докторскую степень по математике в Принстонском университете.
В середине 1940-х годов Аллендорфер преподавал в Хаверфорд-колледже; в этот период он  стал известен благодаря работе с Андре Вейлем над обобщением формулы Гаусса-Бонне, важной теоремой в дифференциальной геометрии. Эти результаты продолжил и развил Черн Шиинг-Шен.
В 1948-м и 1949-м годах Аллендорфер продолжил изучение дифференциальной геометрии в принстонском  Институте перспективных исследований. 
В 1951 году Аллендорфер стал профессором, а затем заведующим кафедрой математики в Вашингтонском университете, где создал Летний математический институт для учителей старших классов. В 1966 году он получил премию Лестера Р. Форда (Paul R. Halmos – Lester R. Ford Award).
С 1957 по 1958 год он был приглашённым профессором в Кембриджском университете.
Аллендорфер также известен как сторонник поддержанного Бурбаки международного движения «Новая математика» (New Math), которое в 1950—1960-е годы стремилось улучшить американское начальное и среднее математическое образование. Программа этого движения включала обучение школьников таким абстрактным понятиям, как Теория множеств. Аллендорфер был членом Комиссии США по математике (College Board),чей отчёт 1959 года «Программа подготовительной математики для колледжа» обрисовал в общих чертах многие понятия «Новой математики». Комиссия и доклад были подвергнуты критике за то, что они отдавали приоритет чистой математике в ущерб более традиционным и практическим теориям.
В 1972 году Аллендорфер получил награду Математической ассоциации Америки «за выдающиеся заслуги в области математики». Вскоре после его смерти (1974) Ассоциация учредила  (в 1976 году) «Премию Карла Аллендорфера», которая присуждается каждый год за «выдающиеся достижения, опубликованное в журнале „Mathematics Magazine“».
Среди его известных учеников был Сёсичи Кобаяси.

## Основные труды
- Allendoerfer, Carl B., & Oakley, Cletus O. (1955). Principles of Mathematics.  McGraw-Hill. (ISBN 0-07-001390-X)
- Allendoerfer, Carl B., & Oakley, Cletus O. (1959). Fundamentals of Freshman Mathematics. McGraw-Hill. (ISBN 0-07-001366-7)
- Allendoerfer, Carl B.  (1965). Mathematics for Parents.  MacMillan.
- Allendoerfer, Carl B., & Oakely, Cletus O. (1967). Fundamentals of College Algebra. McGraw-Hill.
- Allendoerfer, Carl B.  (1971). Principles of Arithmetic and Geometry for Elementary School Teachers.   MacMillan.
- Allendoerfer, Carl B. (1974). Calculus of Several Variables and Differentiable Manifolds. Macmillan. (ISBN 0-02-301840-2)
- Allendoerfer, Carl B., Oakley, Cletus O., & Kerr, Donald R. (1977). Elementary Functions. McGraw-Hill. (ISBN 0-07-001371-3)

## Фильмы
- Cycloidal Curves or Tales from Wanklenberg Woods.
- The Gauss-Bonnet Theorem.
- Geometric Concepts or How to Get Somewhere with Rigid Motion and Uniform Stretches.
- Area and Pi or How to Measure What There Is.
- Geometric Transformations.
- Equivalent Sets.